# Benjamin Calau
Benjamin Calau   (Friedrichstadt, 1724 - Berlín, 1785) va ser un retratista alemany, que va utilitzar una tècnica encàustica.

## La vida

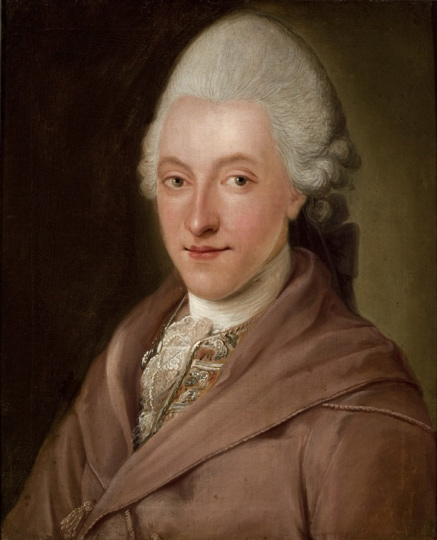
Retrat de Johann Benjamin Michaelis per Benjamin Calau, Gleimhaus, 1770

Calau va néixer a Friedrichstadt a Holstein el 1724, fill del pintor Christoph Calau. Es va formar amb el seu pare, i el 1743 el va seguir a Sant Petersburg, tornant a Alemanya el 1746. Es va traslladar a Leipzig el 1752, i quatre anys més tard va ser nomenat pintor de la cort. La seva obra consistia principalment en retrats i en caps pintats amb la seva pròpia imaginació. Normalment pintava en tons foscos, utilitzant sovint com a mitjà una forma de cera cartaginesa o púnica (cire éléodorique), que havia ideat en un intent de reviure una tècnica encàustica utilitzada a l'antiguitat i a la qual es referia Plini. El 1769 va publicar un llibre sobre el mètode, titulat Ausführlicher Bericht, wie das Punische oder das Eleodorische Wachs aufzulösen.
Va pintar alguns retrats per al Temple de l'amistat de Johann Wilhelm Ludwig Gleim, una col·lecció de pintures dels amics del poeta (en total més de 120 en el moment de la seva mort) que va guardar en dues habitacions de casa seva a Halberstadt.
El 1771 va anar a Berlín, on el rei li va concedir el dret exclusiu de fabricar i vendre la cera púnica. També va ser allà on va ajudar el científic Johann Heinrich Lambert amb la creació de la seva Farbenpyramide (piràmide de colors), concebuda com una investigació pràctica dels escrits teòrics sobre el color de Tobias Mayer. Lambert va publicar els resultats de les seves investigacions el 1772 com Beschreibung einer mit dem Calauischen Wachse ausgemalten Farbenpyramide ('Descripció d'una piràmide de colors pintada amb cera de Calau').
Va morir a Berlín el 1785.